# 6064 Holašovice
6064 Holasovice è un asteroide della fascia principale. Scoperto nel 1987, presenta un'orbita caratterizzata da un semiasse maggiore pari a 2,2083268 UA e da un'eccentricità di 0,1589873, inclinata di 5,36740° rispetto all'eclittica.